# Acerophagus fasciipennis
Acerophagus fasciipennis är en stekelart som beskrevs av Timberlake 1918. Acerophagus fasciipennis ingår i släktet Acerophagus och familjen sköldlussteklar. Inga underarter finns listade i Catalogue of Life.